# دان ويلكينسون
دان ويلكينسون (بالإنجليزية: Dan Wilkinson)‏ هو لاعب كرة قدم أمريكية أمريكي، ولد في 13 مارس 1973 في دايتون في الولايات المتحدة.

## وصلات خارجية
- دان ويلكينسون على موقع مرجع كرة القدم المحترفة.كوم (الإنجليزية)